# Montferrier
Montferrier – miejscowość i gmina we Francji, w regionie Oksytania, w departamencie Ariège.
Według danych na rok 2010 gminę zamieszkiwało 659 osób, a gęstość zaludnienia wynosiła 12 osób/km².